# Irene Sánchez Carrón
Irene Sánchez Carrón (Navaconcejo, Cáceres,1967) es una profesora y poeta española.

## Trayectoria
Sánchez Carrón se licenció en Filología inglesa en la Universidad de Extremadura y después en Filología hispánica por la Universidad Nacional de Educación a Distancia. Realizó investigaciones sobre la adquisición de lenguasy trabajó como profesora de lengua inglesa en educación secundaria, primero en un centro de Badajoz, luego en el IES Zurbarán de Navalmoral  de la Mata y después en otro de Cáceres, el IES Norba Caesarina, localizado en la provincia de Cáceres.
Como autora, señala como referentes la poesía de Ángel González, Jaime Gil de Biedma y a la generación del 50.Su trabajo como poeta fue reconocida en varias ocasiones. Ya en 1997 fue galardonada con el Premio Hermanos Argensola por su obra Porque no somos dioses, para dos años más tarde ganar el Premio Adonáis de poesía con el poemario Escenas principales de un actor secundario, obra que, según el jurado, destacó por la «tensión poética».En 2008 obtuvo el Premio Internacional de Poesía Antonio Machadoque tiene lugar en Baeza  por su libro Ningún mensaje nuevo y finalmente, con Micrografías, alcanzó el Premio de Poesía Emilio Alarcos 2017 del Principado de Asturiascon un jurado presidido por el también poeta, Luis García Montero, que destacó de la obra y la autora su «original revisión de los mitos», la madurez y su «aproximación al mundo rural».
Es una activista de la poesía, que participa en talleres literarios y clubs de lectura o actividades culturales. Algunos de sus textos tratan el maltrato animal, la inmigración y el enfoque de género, reivindicando en este sentido el papel histórico de las mujeres, a través de personajes con un rol femenino diferente al tradicional, como Eva, la bella durmiente o Penélope Entre otros temas de su interés están las canciones tradicionales como las coplas de ronda y de boda que considera que no se deben perder.
En junio de 2024 promovió una campaña de recogida de firmas "para solicitar a la RAE que se incluya a Roberto Iniesta 'Robe' como Premio Cervantes", explicando entre sus razones para asignarle el galardón, su poesía transgresiva, su espíritu dionisíaco y por ser un "poeta de la calle y del campo".

## Obra
- Porque no somos dioses. Ayuntamiento de Barbastro. 1998.
- Escenas principales de un actor secundario. Rialp. 2000.[8]
- Atracciones de feria. Diputación de Cáceres. 2002.[9]
- Sevillanas. De la Luna Libros. 2002.[10]
- Ningún mensaje nuevo. Hiperión. 2008.
- El escondite. Editora Regional de Extremadura. 2010.[11]
- Micrografías. Visor. 2018.[12]